# Gustave Dron
Gustave Dron, né le 21 octobre 1856 à Marcoing (Nord) et mort le  17 août 1930 à Tourcoing (Nord), est  un médecin et homme politique français.

## Mandats
Populaire par son dévouement à la population tourquennoise en tant que médecin, il devient conseiller municipal en 1890.
Gustave Dron est élu maire radical de Tourcoing en 1899 à la suite du décès de son prédécesseur Victor Hassebroucq. Réélu en 1905 et en 1911, il reste maire pendant la Première Guerre Mondiale et est déporté en Lituanie par les Allemands pour faits de résistance en 1918. Libéré après l'armistice, il est accueilli par Georges Clemenceau à l'Hôtel de Ville de Tourcoing. Il est président de l'AFDET (Association Française pour le Développement de l'Enseignement Technique) de 1912 à 1930.
Démissionnaire en 1919 pour raisons de santé, Gustave Dron est de nouveau élu maire et sénateur de Tourcoing en 1925. Il meurt en fonctions le dimanche 17 août 1930.

## Action politique et sociale
Gustave Dron, médecin de métier, s'émeut de la paupérisation de Tourcoing, ainsi que de la forte mortalité infantile. Il lança une politique d'assistance et de développement local sans précédent :
- création du Bureau de Bienfaisance (1894) ;
- construction de la Ferme de la Bourgogne (d'une soixantaine d'hectares ; consacrée à la production de lait pasteurisé pour les nourrissons) ;
- création du Sanatorium en 1904 - 1906 (actuel Hôpital Dron) ;
- construction du Stand de Tir (1905 ;
- construction du Beffroi et de la Chambre de Commerce (1906) ;
- construction d'une piscine municipale "École de Natation" avec bains-douches, création d'un aérium municipal à Marcoing.

Il fait voter par le conseil municipal l'obligation pour les écoliers tourquennois de se rendre à la piscine pour apprendre à nager et enfin, la consécration de son action municipale (et de la puissance industrielle de Tourcoing), l'Exposition Internationale Textile de 1906, où le Président de la République, Armand Fallières, vient inaugurer la nouvelle gare et les pavillons internationaux.
Il crée en 1912 l'Union Post-Scolaire de Tourcoing, association originale "ayant pour but de réunir en un solide faisceau tous les groupements créés en vue de développer les œuvres péri et post-scolaires publiques à l'enseignement laïc scolaire". Cette association a arrêté ses activités en 2014
Gustave Dron devient le nouveau Président de l’AFDET en 1912. Il est membre du Conseil supérieur de l’enseignement technique et du Conseil de la Ligue de l’enseignement. Du 2 au 5 octobre 1911 se tient un Congrès de l’apprentissage déterminant à Roubaix, organisé par l’AFDET à l’occasion de l’exposition internationale du Nord de la France. Le Congrès de Roubaix qui a joué un grand rôle dans l'élaboration de la loi fondatrice de l'apprentissage en France, dite loi d'Astier, en 1919. Gustave Dron  s’est beaucoup investi dans le Congrès de Roubaix, en présentant notamment aux congressistes son action dans sa ville de Tourcoing pour l’organisation de la formation professionnelle des jeunes et des ouvriers en étroite collaboration avec les chefs d’entreprises.

## Pendant la Première Guerre mondiale
En 1914, la guerre éclate de nouveau entre la France et l'Allemagne. La population tourquennoise se mobilise, les hommes partent au front, mais Tourcoing est occupée par l'ennemi en novembre 1914. Gustave Dron est obligé d'entrer en relations avec l'occupant mais fait tout son possible pour entraver les exigences des Allemands et protéger les populations des exactions de l'ennemi. Il ne peut malheureusement empêcher le pillage des usines et industries textiles de la ville, la réquisition et la fonte du grand carillon de l'église Saint-Christophe, et certaines exécutions arbitraires.
Sa résistance aux forces d'occupation lui vaut d'être arrêté et déporté, avec une centaine de personnalités de la ville, dans un camp d'internement en Lituanie.
Il est libéré après l'armistice du 11 novembre 1918 et connaît un retour triomphal dans sa ville en 1919, en compagnie de Georges Clemenceau. Il restera Président de l’AFDET jusqu'en 1930.

## Hommages
À son décès est lancée une souscription publique pour l'édification d'une statue commémorative à l'effigie de Gustave Dron, placée en 1935 à l'entrée d'un nouveau boulevard style Art déco joignant la Gare de Tourcoing au centre-ville, auquel son nom est attribué.
Le Sanatorium, devenu hôpital médical Dron, regroupe dans les années 1980 la plupart des services des Hospices et Hôpitaux de Tourcoing. L'établissement prend alors le nom de Centre hospitalier Gustave Dron (Tourcoing).

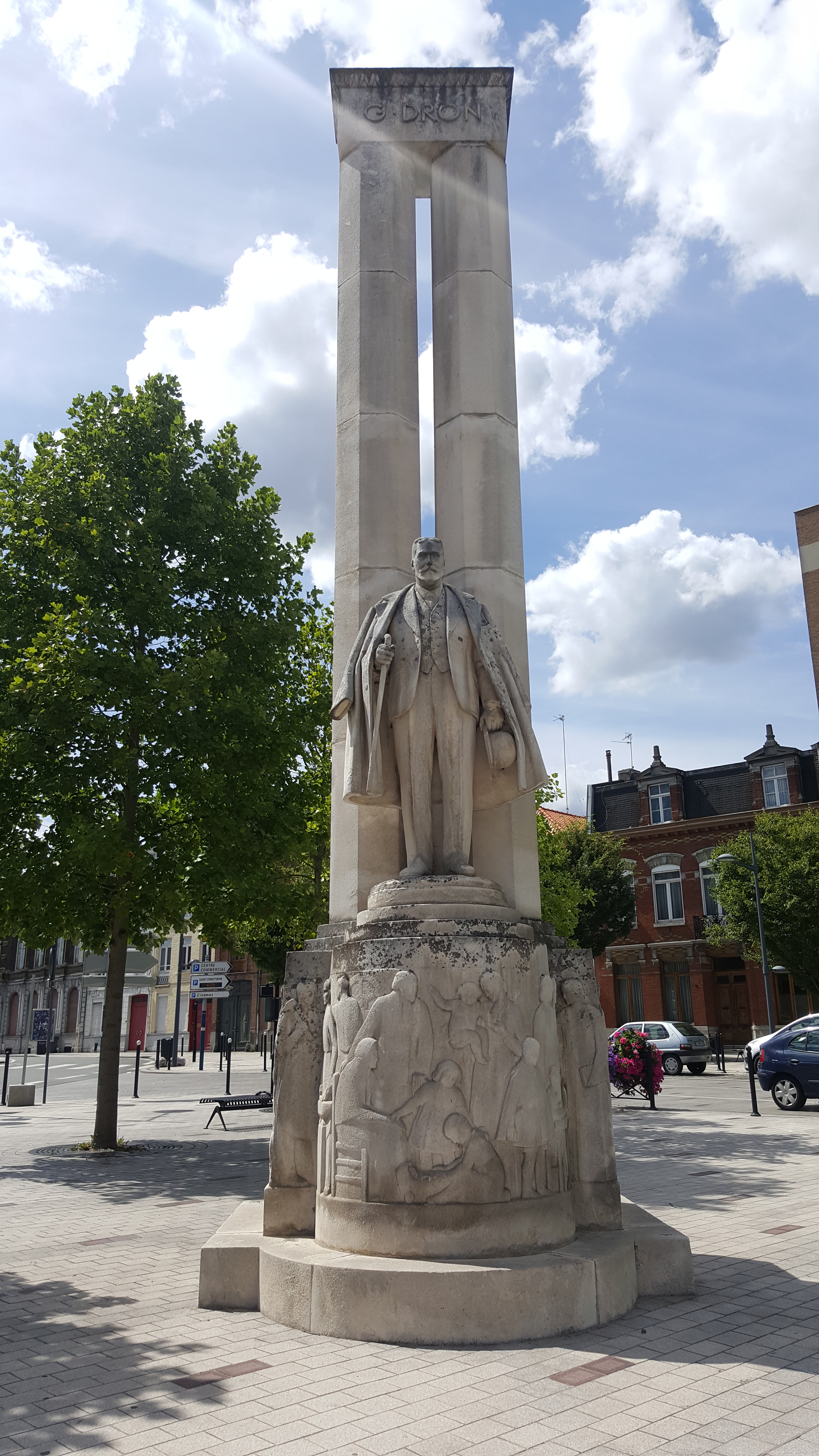
Monument Gustave Dron à Tourcoing
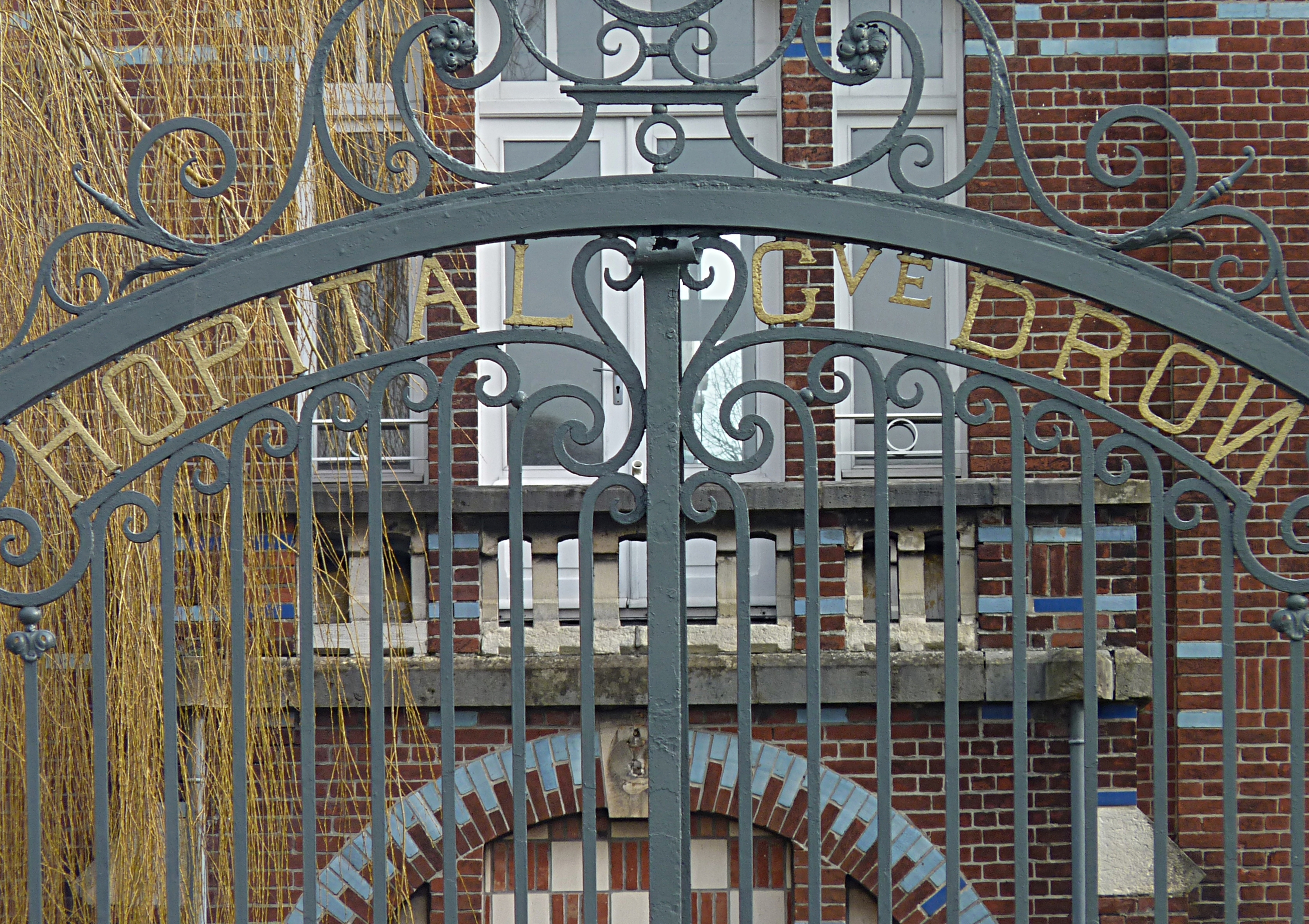
Portail de l'hôpital Dron
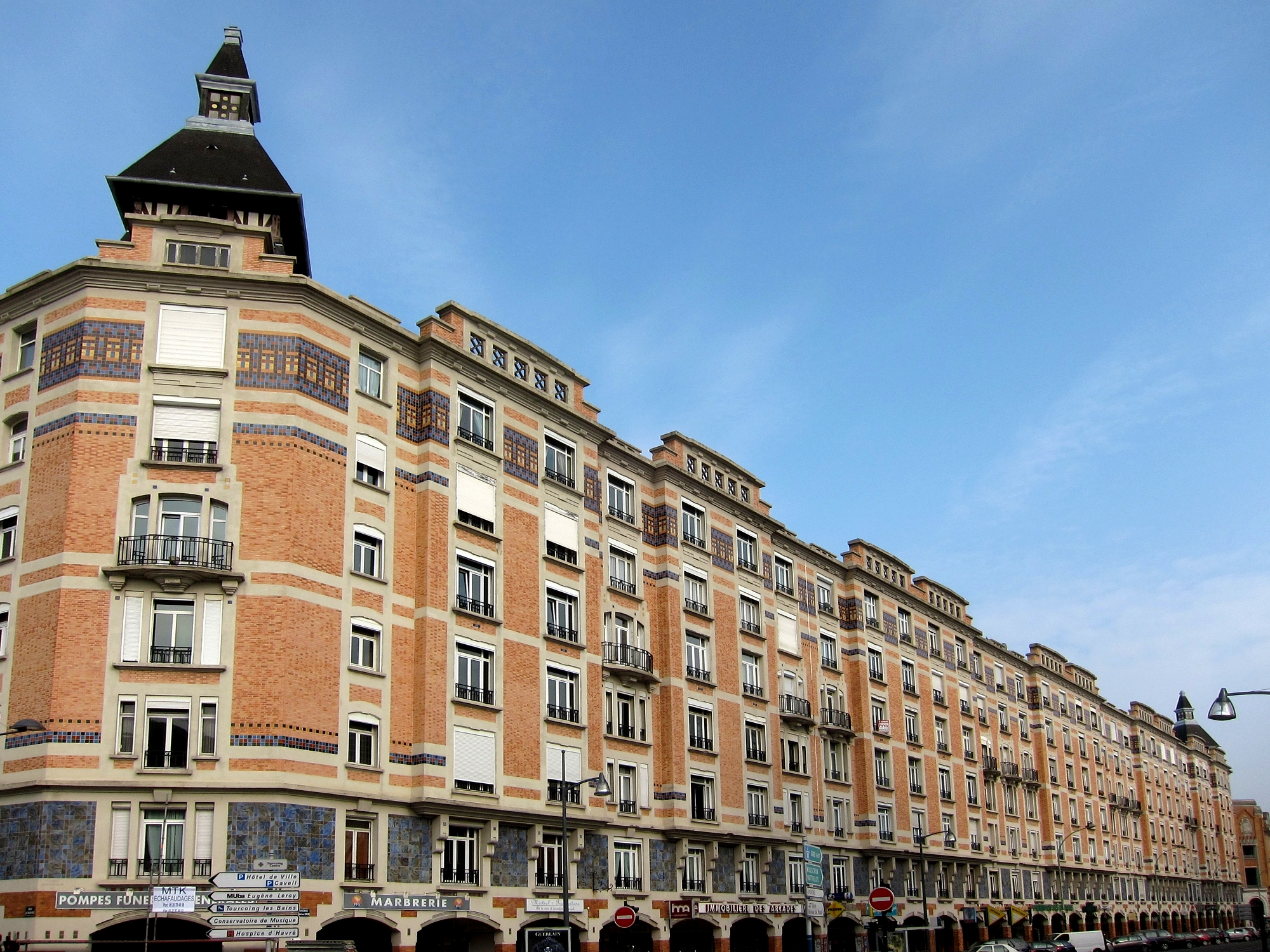
Avenue Dron à Tourcoing
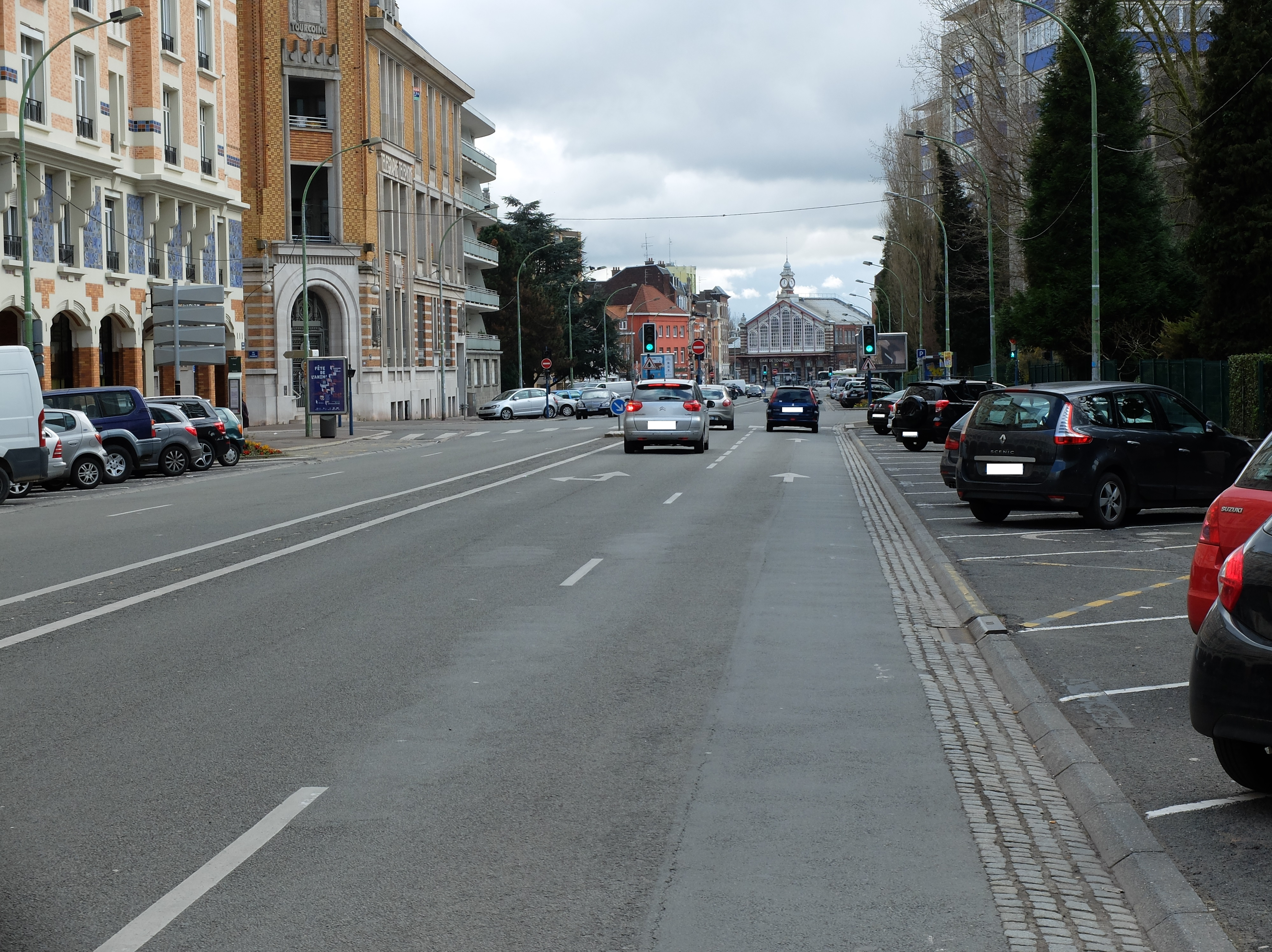
Avenue Dron

## Citation
« Vous vous plaignez de la façon dont vous êtes traités dans le pays, et vous n'avez pas tout à fait tort... » (Gustave Dron aux grévistes de 1890).